# دولورس هوكينز
دولورس هوكينز (بالإنجليزية: Dolores Hawkins)‏ هي مغنية أمريكية، ولدت في 1929، وتوفيت في 15 يناير 1987.

## وصلات خارجية
- دولورس هوكينز على موقع IMDb (الإنجليزية)
- دولورس هوكينز على موقع ميوزك برينز (الإنجليزية)
- دولورس هوكينز على موقع ديسكوغز (الإنجليزية)